# Steve Corica
Steve Corica, född 24 mars 1973, är en australisk tidigare fotbollsspelare.
Steve Corica spelade 32 landskamper för det australiska landslaget. Han deltog bland annat i OS 1992, OS 1996, Oceaniska mästerskapet i fotboll 2000 och Fifa Confederations Cup 2001.